# 中村俊久
中村 俊久（なかむら としひさ、1890年2月16日 - 1972年3月19日）は、日本の海軍軍人。最終階級は海軍中将。

## 経歴

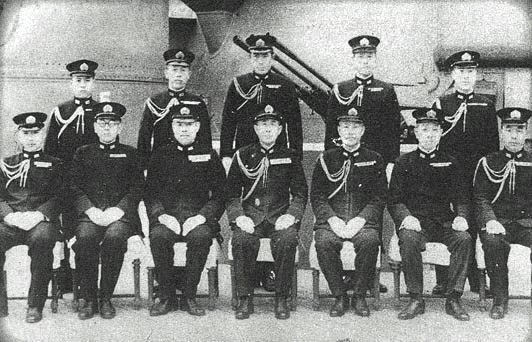
坊ノ岬沖海戦直前の第二艦隊首脳と中村（前列中央）、左伊藤整一右森下信衛

神奈川県出身。中村庄吉・サダの息子として生れる。1911年（明治44年）7月、海軍兵学校（39期）を卒業。1912年（大正元年）12月、海軍少尉に任官し「矢矧」乗組となる。海軍大学校（乙種学生）、海軍水雷学校高等科・特修科で学ぶ。「常磐」分隊長、「龍田」水雷長、元帥副官兼海軍省出仕（元帥大将東郷平八郎附属）などを経て、1924年（大正13年）11月、海軍大学校（甲種22期）を卒業した。
海大時代の末期に健康を害し、療養の意味も込めて同年12月、横須賀防備隊水雷長に就任し、横須賀海軍工廠機雷実験部部員を兼任。実戦的訓練を実施して防備隊の士気を甦らせた。
横須賀鎮守府付、欧米各国出張などを経て、1928年（昭和3年）2月、皇族付武官（博義王付）となり、同年12月、海軍中佐に昇進。1929年（昭和4年）11月、水雷学校教官に転じ、兼陸軍重砲兵学校教官、兼海軍通信学校教官、軍令部出仕、軍令部参謀兼海大教官兼参謀本部部員などを歴任し、1932年（昭和7年）12月、海軍大佐に進級し「厳島」艦長となる。
1933年（昭和8年）5月、軍令部参謀に異動し、軍令部第2部第4課長、「八雲」艦長、軍需局第1課長を歴任し、1938年（昭和13年）11月、海軍少将に進級し軍令部出仕となる。同年12月、呉鎮守府参謀長に就任し、支那方面艦隊司令部付兼第3艦隊司令部付、支那方面艦隊参謀副長兼第3艦隊参謀、軍令部出仕、連合艦隊司令部付などを務める。1941年（昭和16年）4月、第3艦隊参謀長となり太平洋戦争を迎え、高橋伊望を補佐してフィリピン方面の諸作戦を遂行した。
1942年（昭和17年）4月、南西方面艦隊参謀長兼第2南遣艦隊参謀長に異動し、軍令部出仕を経て、同年10月、侍従武官に就任した。同年11月、海軍中将となり終戦を迎え、1945年（昭和20年）11月、予備役に編入された。
1947年（昭和22年）11月28日、公職追放仮指定を受けた。

## エピソード
支那方面艦隊参謀副長時代、参謀長である井上成美が辞職を言い出したことがあった。北部仏印進駐をしないという確約を取ってこなかった責任を取るというのである。中村は先任参謀の山本善雄とともに井上をなだめるのに苦労したという。本人は｢自分は剃刀井上のなだめ役｣と語っていた。また宮城事件では外部との連絡が遮断されるなか、事件発生の第一報は海軍省への無線連絡であった。この連絡は中村をはじめとする侍従武官によるものである。